# Robert Varnajo
Robert Varnajo (ur. 1 maja 1929 w Curzon, zm. 13 lutego 2024) – francuski kolarz torowy i szosowy, srebrny medalista szosowych oraz brązowy medalista torowych mistrzostw świata.

## Kariera
Pierwszy sukces w karierze Robert Varnajo osiągnął w 1949 roku, kiedy zwyciężył w szosowym wyścigu ze startu wspólnego na mistrzostwach kraju. W tej samej konkurencji zdobył srebrny medal na szosowych mistrzostwach świata w Moorslede w 1950 roku, ulegając jedynie Australijczykowi Jackowi Hoobinowi. W 1951 roku wygrał Circuit du Mont-Blanc, dwa lata później Paryż - Bourges, a w 1954 roku wygrał jeden z etapów Tour de France. Na torowych mistrzostwach świata w Liège w 1963 roku Varnajo zdobył brązowy medal w wyścigu ze startu zatrzymanego zawodowców, przegrywając tylko z dwoma Belgami: Leo Proostem i Paulem Depaepe. Trzykrotnie zdobywał medale torowych mistrzostw kraju, jednak nigdy nie wystąpił na igrzyskach olimpijskich.